# Boischampré
Boischampré – gmina we Francji, w regionie Normandia, w departamencie Orne. W 2013 roku liczba ludności wynosiła 1202 mieszkańców. 
Gmina została utworzona 1 stycznia 2015 roku z połączenia czterech ówczesnych gmin: Marcei, Saint-Christophe-le-Jajolet, Saint-Loyer-des-Champs oraz Vrigny. Siedzibą gminy została miejscowość Saint-Christophe-le-Jajolet.